# بی‌شاخ‌ددیان
بی‌شاخ‌ددیان (نام علمی: Aceratheriinae) نام یک زیرخانواده از تیره کرگدن است.